# Nekrolog 1. Quartal 1913
Nekrolog
◄◄
| ◄
| 1909
| 1910
| 1911
| 1912
| 1913 | 1914 | 1915 | 1916 | 1917 | ► | ►►
1. Quartal |
2. Quartal |
3. Quartal |
4. Quartal 1913
Weitere Ereignisse | Allgemeiner Nekrolog 1913
Die Beschreibung der verstorbenen Person sollte so kurz wie möglich gehalten sein und nur deren signifikante Tätigkeit(en) enthalten.
Neue Namen ggf. auch unter dem Geburts- und Sterbedatum, also etwa unter 1. Januar und im Geburts- und Sterbejahr (2024) eintragen (nur bei entsprechender großer Wichtigkeit). Für Beispiele siehe die schon vorhandenen Artikel.
Außerdem über die fünf zuletzt Verstorbenen, zu denen es einen ausreichend guten Artikel für eine Präsentation auf der Hauptseite gibt, nach der todesbedingten Überarbeitung der Artikel ggf. auch unter Wikipedia Diskussion:Hauptseite informieren und sie am besten auch in den anderen Wikipedia-Sprachversionen eintragen. Tipp: Regelmäßig bei news.google.de nach „ist tot“, „gestorben“ oder „verstorben“ suchen.
Wenn eine Person gestorben ist, gibt es viele Seiten zu dieser Person in der Wikipedia, die davon auch betroffen sind und entsprechend aktualisiert werden müssen. Beispiele: Namenübersichtsseite, Geburtsjahr, Geburtsort-Seiten und viele mehr.
Wie finde ich die betroffenen Seiten?
Im Suchfeld auf der linken Seite gibt man den Suchbegriff so ein: „Vorname Nachname“. Dann klickt man auf Volltext und alle Seiten mit entsprechendem Suchtext werden aufgerufen. Hier sieht man dann schnell, wo auch das Todesjahr Sinn macht oder sogar ein Teil des Artikels angepasst werden muss. Auch hilft das „Werkzeug“ auf der linken Seite sehr gut, um solche Seiten aufzufinden: „Links auf diese Seite“. Somit ist die Wikipedia wieder aktuell in allen Bereichen! Hinweis: bei Eintragung der Kategorie „Gestorben JAHR“ wird der Missbrauchsfilter 49 ausgelöst, was jedoch nicht schlimm ist. Siehe: Spezial:Missbrauchsfilter/49
Dies ist eine Liste von im ersten Quartal 1913 verstorbenen bekannten Persönlichkeiten. Die Einträge erfolgen innerhalb der einzelnen Daten alphabetisch sortiert. Tiere sind im Nekrolog für Tiere zu finden.

## Januar
| Tag        | Name                                            | Beruf, bekannt als                                                                                               | Alter | Beleg |
| ---------- | ----------------------------------------------- | --- | ----- | ----- |
| 2. Januar  | Julius Euting                                   | deutscher Orientalist und Bibliothekar                                                                           | 73    |       |
| 2. Januar  | Hermann Kinkelin                                | Schweizer Mathematiker und Politiker                                                                             | 80    |       |
| 2. Januar  | Karl Mayerhofer                                 | österreichischer Hofopernsänger und Schachmeister                                                                | 84    |       |
| 2. Januar  | Léon-Philippe Teisserenc de Bort                | französischer Meteorologe und der Entdecker der Stratosphäre                                                     | 57    |       |
| 2. Januar  | William Wedemeyer                               | US-amerikanischer Politiker                                                                                      | 39    |       |
| 2. Januar  | Richard Weltrich                                | deutscher Altphilologe und Literaturhistoriker                                                                   | 68    |       |
| 3. Januar  | Jeff Davis                                      | US-amerikanischer Politiker                                                                                      | 50    |       |
| 3. Januar  | James Hamilton, 2. Duke of Abercorn             | schottischer Adliger und britischer Politiker                                                                    | 74    |       |
| 3. Januar  | Fritz Wilckens                                  | deutscher Herrschaftsbesitzer und Politiker, MdR                                                                 | 51    |       |
| 4. Januar  | Philipp Fink                                    | deutscher Landwirt und Politiker (NLP), MdR                                                                      | 81    |       |
| 4. Januar  | Heinrich Germer                                 | deutscher Musikwissenschaftler und Klavierpädagoge                                                               | 75    |       |
| 4. Januar  | Fredrik Hjalmar Johansen                        | norwegischer Polarforscher                                                                                       | 45    |       |
| 4. Januar  | Rudolf Rohrer                                   | österreichischer Verleger                                                                                        | 48    |       |
| 4. Januar  | Alfred von Schlieffen                           | preußischer Offizier, zuletzt Generalfeldmarschall und Chef des Großen Generalstabes                             | 79    |       |
| 4. Januar  | Benjamin Leigh Smith                            | britischer Polarforscher                                                                                         | 84    |       |
| 5. Januar  | Louis Paul Cailletet                            | französischer Physiker                                                                                           | 80    |       |
| 5. Januar  | Lewis A. Swift                                  | US-amerikanischer Astronom                                                                                       | 92    |       |
| 5. Januar  | Capell L. Weems                                 | US-amerikanischer Politiker                                                                                      | 52    |       |
| 6. Januar  | Carl Arp                                        | deutscher Maler                                                                                                  | 46    |       |
| 6. Januar  | Jan Ciągliński                                  | polnischer Maler                                                                                                 | 54    |       |
| 6. Januar  | Ernesto Elorduy                                 | mexikanischer Komponist und Pianist                                                                              | 57    |       |
| 6. Januar  | Adolf Lindgens                                  | deutscher Unternehmer                                                                                            | 87    |       |
| 6. Januar  | Jakow Dmitrijewitsch Malama                     | russischer General                                                                                               | 71    |       |
| 6. Januar  | Enos H. Nebecker                                | US-amerikanischer Bankier und Regierungsbeamter                                                                  | 76    |       |
| 6. Januar  | Dominikus Willi                                 | deutscher Ordensgeistlicher, Abt von Marienstatt und Bischof von Limburg                                         | 68    |       |
| 7. Januar  | Robert Biewend                                  | deutscher Eisenhüttenmann und Hochschullehrer                                                                    | 68    |       |
| 7. Januar  | Xavier Mertz                                    | Schweizer Polarforscher                                                                                          | 30    |       |
| 7. Januar  | Henry Page                                      | US-amerikanischer Jurist und Politiker                                                                           | 71    |       |
| 8. Januar  | Friedrich Schrempf                              | deutscher Redakteur und Politiker, MdR                                                                           | 54    |       |
| 9. Januar  | Adolf August Hermann von Buchwald               | deutscher Reichsgerichtsrat                                                                                      | 67    |       |
| 9. Januar  | William Howship Dickinson                       | englischer Mediziner                                                                                             | 80    |       |
| 9. Januar  | Warren B. English                               | US-amerikanischer Politiker                                                                                      | 72    |       |
| 9. Januar  | Giuseppe Lauricella                             | italienischer Mathematiker                                                                                       | 45    |       |
| 9. Januar  | Leo Rauth                                       | deutscher Maler und Grafiker                                                                                     | 28    |       |
| 9. Januar  | Ernst Schmeel                                   | deutscher Jurist und Politiker                                                                                   | 68    |       |
| 10. Januar | Ella Ewing                                      | US-amerikanische Sideshow-Darstellerin                                                                           | 40    |       |
| 10. Januar | Bertha Hirsch                                   | deutsche Kulturmäzenin                                                                                           | 62    |       |
| 10. Januar | Max Radestock                                   | deutscher Konsumgenossenschafter, erster Vorsitzende des Vorstandes des Zentralverbandes deutscher Konsumvereine | 58    |       |
| 10. Januar | Friedrich Teller                                | österreichischer Geologe und Paläontologe                                                                        | 60    |       |
| 11. Januar | Carl Binz                                       | deutscher Pharmakologe und Medizinhistoriker                                                                     | 80    |       |
| 11. Januar | Eugène Revillout                                | französischer Ägyptologe                                                                                         | 69    |       |
| 12. Januar | Andrew J. Hunter                                | US-amerikanischer Politiker                                                                                      | 81    |       |
| 12. Januar | August Witkowski                                | polnischer Physiker                                                                                              | 58    |       |
| 13. Januar | Ludwig Brunow                                   | deutscher Bildhauer                                                                                              | 69    |       |
| 13. Januar | Anton Schott                                    | deutscher Sänger                                                                                                 |       |       |
| 14. Januar | August König                                    | deutscher Hochschullehrer für Mineralogie und Metallurgie                                                        | 68    |       |
| 15. Januar | Paul Johannes von Funck                         | preußischer Beamter, Regierungspräsident von Köslin (1908–1911)                                                  | 61    |       |
| 15. Januar | François Auguste Logerot                        | französischer Militär und Politiker                                                                              | 87    |       |
| 15. Januar | Robert Waldeck                                  | deutscher Jurist und Politiker                                                                                   | 75    |       |
| 16. Januar | Gottfried Friedrich Aly                         | deutscher klassischer Philologe und Schulpolitiker                                                               | 60    |       |
| 16. Januar | Edwin Le Roy Antony                             | US-amerikanischer Politiker                                                                                      | 61    |       |
| 16. Januar | Oscar S. Gifford                                | US-amerikanischer Politiker                                                                                      | 70    |       |
| 16. Januar | Heinrich Lenz                                   | deutscher Lehrer und Zoologe                                                                                     | 66    |       |
| 17. Januar | Carl Baermann                                   | deutschamerikanischer Pianist und Musikpädagoge                                                                  | 73    |       |
| 17. Januar | Julius Wegeler                                  | deutscher Weinbaufunktionär                                                                                      | 76    |       |
| 18. Januar | Ivan Murnik                                     | österreichisch-slowenischer Politiker                                                                            | 74    |       |
| 18. Januar | Stephen V. White                                | US-amerikanischer Politiker                                                                                      | 81    |       |
| 19. Januar | Francis Blake                                   | US-amerikanischer Wissenschaftler, Erfinder und Fotograf                                                         | 62    |       |
| 19. Januar | Ludwig Lantschner                               | österreichischer Mediziner                                                                                       | 86    |       |
| 19. Januar | George C. Pendleton                             | US-amerikanischer Politiker                                                                                      | 67    |       |
| 19. Januar | Gottfried Wehling                               | deutscher Architekt                                                                                              | 50    |       |
| 20. Januar | Ferdinand Kronawetter                           | österreichischer Politiker                                                                                       | 74    |       |
| 20. Januar | Richard Poetzsch                                | deutscher Kaufmann und Kaffeegroßhändler                                                                         | 51    |       |
| 20. Januar | José Guadalupe Posada                           | mexikanischer Kupferstecher und Karikaturist                                                                     | 58    |       |
| 20. Januar | Johannis de Rijke                               | niederländischer Wasserbauingenieur                                                                              | 70    |       |
| 20. Januar | Richard Ludwig Schneider                        | deutscher Komponist und Musikpädagoge                                                                            | 55    |       |
| 20. Januar | Ernesto Tesdorpf                                | deutscher Lithograf, Fotograf, Porträtmaler und Kunstverleger                                                    | 47    |       |
| 20. Januar | Karl Wittgenstein                               | Unternehmer der späten Donaumonarchie                                                                            | 65    |       |
| 21. Januar | Aluísio Azevedo                                 | brasilianischer Diplomat, Schriftsteller und Zeichner                                                            | 55    |       |
| 21. Januar | Friedrich von Hollmann                          | deutscher Admiral und Staatssekretär des Reichsmarineamts unter Kaiser Wilhelm II.                               | 71    |       |
| 21. Januar | Paul Jonas                                      | Rechtsanwalt | 82    |       |
| 21. Januar | Ludwig Gotthilf Kind                            | Schweizer reformierter Pfarrer                                                                                   | 82    |       |
| 21. Januar | Pierre-Ernest Prins                             | französischer Maler und Bildhauer                                                                                | 74    |       |
| 22. Januar | Ferdinand van der Haeghen                       | belgischer Bibliothekar und Historiker                                                                           | 82    |       |
| 22. Januar | Karl Nikolai von Nolcken                        | deutschbaltischer Pastor, Übersetzer, Sprachwissenschaftler und Volkskundler                                     | 82    |       |
| 22. Januar | Eduard Peithner von Lichtenfels                 | österreichischer Maler                                                                                           | 79    |       |
| 23. Januar | Frederick Holman                                | britischer Schwimmer                                                                                             | 29    |       |
| 23. Januar | Daniel Heinrich Knecht                          | deutscher Politiker                                                                                              | 84    |       |
| 23. Januar | Adda von Liliencron                             | deutsche Schriftstellerin                                                                                        | 68    |       |
| 23. Januar | Leonard Monheim                                 | deutscher Fabrikant                                                                                              | 82    |       |
| 23. Januar | Nazım Pascha                                    | osmanischer Pascha und Generalstabschef der Osmanischen Armee                                                    |       |       |
| 24. Januar | Hermann Halske                                  | schleswig-holsteinischer Rittergutsbesitzer und Politiker                                                        | 68    |       |
| 25. Januar | Otto Schopf                                     | deutscher evangelischer Theologe                                                                                 | 42    |       |
| 26. Januar | Adolf Boettge                                   | deutscher Militärmusiker                                                                                         | 64    |       |
| 26. Januar | John J. De Haven                                | US-amerikanischer Jurist und Politiker                                                                           | 67    |       |
| 26. Januar | Johann Hoeniger                                 | deutscher Architekt                                                                                              | 62    |       |
| 26. Januar | Annie Seifert                                   | deutsche Malerin                                                                                                 | 49    |       |
| 26. Januar | Sylvester C. Smith                              | US-amerikanischer Politiker                                                                                      | 54    |       |
| 27. Januar | Rainer von Österreich                           | österreichischer Erzherzog, General, Kunstmäzen und Sammler                                                      | 86    |       |
| 28. Januar | Julius Franz                                    | deutscher Astronom                                                                                               | 65    |       |
| 28. Januar | Segismundo Moret Prendergast                    | Ministerpräsident von Spanien                                                                                    | 79    |       |
| 29. Januar | Peter Theophil Bühler                           | Schweizer Politiker (FDP-Liberale)                                                                               | 72    |       |
| 29. Januar | Édouard Debat-Ponsan                            | französischer Maler                                                                                              | 65    |       |
| 29. Januar | Hermann Traube                                  | deutscher Mineraloge                                                                                             | 52    |       |
| 30. Januar | Frederick Bedford                               | britischer Admiral und Gouverneur                                                                                | 75    |       |
| 30. Januar | Jacobus Catharinus Cornelis den Beer Poortugael | niederländischer Generalleutnant und Kriegsminister                                                              | 80    |       |
| 30. Januar | James Henderson Berry                           | US-amerikanischer Politiker, Gouverneur von Arkansas                                                             | 71    |       |
| 30. Januar | Hasan Riza Pascha                               | General in der osmanischen Armee                                                                                 |       |       |
| 31. Januar | James Lindsay, 26. Earl of Crawford             | englischer Astronom, Politiker, Büchersammler, Philatelist                                                       | 65    |       |
| 31. Januar | Emma Hodler                                     | Schweizer Lehrerin, Schriftstellerin und Bühnenautorin                                                           | 72    |       |
| 31. Januar | Theodor von Holleben                            | deutscher Diplomat                                                                                               | 74    |       |
| 31. Januar | Simon Kooper                                    | Kaptein der Fransman-Nama                                                                                        |       |       |
| 31. Januar | George Swinton Legaré                           | US-amerikanischer Politiker                                                                                      | 43    |       |
| 31. Januar | Eduard Sulzer-Ziegler                           | Schweizer Unternehmer und Politiker                                                                              | 58    |       |
| 31. Januar | Richard Maria Werner                            | österreichischer Germanist und Literaturhistoriker                                                               | 58    |       |

## Februar
| Tag         | Name                                | Beruf, bekannt als                                                                                          | Alter | Beleg |
| ----------- | ----------------------------------- | --- | ----- | ----- |
| 1. Februar  | Karl Atz                            | Südtiroler Priester und Kunsthistoriker                                                                     | 80    |       |
| 1. Februar  | Theodor Bollmann                    | deutscher Theaterschauspieler                                                                               | 67    |       |
| 1. Februar  | Gustav Körting                      | deutscher Philologe                                                                                         | 67    |       |
| 2. Februar  | Gustav de Laval                     | französisch-schwedischer Ingenieur                                                                          | 67    |       |
| 2. Februar  | Carlos Grethe                       | Maler | 48    |       |
| 2. Februar  | Hans Hildebrand                     | schwedischer Prähistoriker                                                                                  | 70    |       |
| 2. Februar  | Franz Späth                         | deutscher Unternehmer, Gärtner, Landesökonomierat                                                           | 73    |       |
| 3. Februar  | Hermann Fenner-Behmer               | deutscher Maler                                                                                             | 46    |       |
| 3. Februar  | Ambrosius Steinegger                | österreichischer Benediktinermönch, Abt der Abtei Muri-Gries                                                | 79    |       |
| 4. Februar  | Franz Xaver Nagl                    | österreichischer Geistlicher, katholischer Erzbischof und Kardinal                                          | 57    |       |
| 5. Februar  | Johann Casimir Ernrot               | finnisch-bulgarischer Politiker und Ministerpräsident Bulgariens                                            | 79    |       |
| 5. Februar  | Guido von Frobel                    | preußischer Generalmajor und Chefredakteur des Militär-Wochenblattes                                        | 64    |       |
| 5. Februar  | Karl Hocheder                       | Senatspräsident am Reichsgericht                                                                            | 87    |       |
| 5. Februar  | Lucius Frederick Hubbard            | US-amerikanischer Politiker                                                                                 | 77    |       |
| 7. Februar  | Marie-Alphonse Sonnois              | französischer römisch-katholischer Geistlicher, Erzbischof von Cambrai                                      | 84    |       |
| 8. Februar  | Robert Breitinger                   | Schweizer Ingenieur und Amateurfotograf                                                                     | 72    |       |
| 8. Februar  | John George Brown                   | englisch-US-amerikanischer Genremaler                                                                       | 81    |       |
| 8. Februar  | Wilhelm Haas                        | deutscher Politiker (NLP), MdR                                                                              | 73    |       |
| 9. Februar  | Manuel Enrique Araujo               | Politiker in El Salvador                                                                                    | 47    |       |
| 9. Februar  | John Carr                           | australischer Politiker (South Australia)                                                                   | 93    |       |
| 9. Februar  | Karl Maria von Coudenhove           | österreichischer Verwaltungsjurist                                                                          | 58    |       |
| 9. Februar  | Rudolf Franksen                     | deutscher Jurist und Konsularbeamter                                                                        |       |       |
| 9. Februar  | Rudolph Kündinger                   | deutscher Komponist, Musiker, Pianist, Musiklehrer, Klavierlehrer und Musikprofessor                        | 80    |       |
| 9. Februar  | Henny Sattler                       | deutsche Sozialarbeiterin und Frauenrechtlerin                                                              | 83    |       |
| 9. Februar  | Georg Stahlhuth                     | bedeutender deutscher Orgelbauer                                                                            | 82    |       |
| 10. Februar | Konstantinos Tsiklitiras            | griechischer Leichtathlet und Olympiasieger                                                                 | 24    |       |
| 11. Februar | Wendelin Heene                      | Schweizer Architekt des Jugendstil                                                                          | 57    |       |
| 11. Februar | Joseph J. Little                    | US-amerikanischer Politiker                                                                                 | 71    |       |
| 11. Februar | Franz Schuhmeier                    | österreichischer sozialdemokratischer Politiker                                                             | 48    |       |
| 11. Februar | August Tewes                        | deutscher Rechtswissenschaftler                                                                             | 81    |       |
| 12. Februar | Rudolf Bahn                         | deutscher Unternehmer und Politiker, MdR                                                                    | 75    |       |
| 12. Februar | Hermann Ebert                       | deutscher Experimentalphysiker                                                                              | 51    |       |
| 12. Februar | William Müller                      | deutscher Architekt                                                                                         | 41    |       |
| 13. Februar | Johann Josef Ammann                 | österreichischer Ethnograph und Pädagoge                                                                    | 60    |       |
| 13. Februar | Louis Aronstein                     | deutscher Physiker und Chemiker                                                                             | 71    |       |
| 13. Februar | Theodor Karl August Baentsch        | deutscher Beamter                                                                                           | 51    |       |
| 13. Februar | Hermann Otto Glüer                  | deutscher Rittergutsbesitzer und Politiker, MdR                                                             | 79    |       |
| 13. Februar | Richard Reymann                     | deutscher Stadtgeschichtsschreiber, Autodidakt und Nagelschmied                                             | 72    |       |
| 13. Februar | Stephen Sanford                     | US-amerikanischer Politiker                                                                                 | 86    |       |
| 14. Februar | Wilhelm von Garvens-Garvensburg     | deutscher Fabrikant                                                                                         | 71    |       |
| 14. Februar | Stewart L. Woodford                 | US-amerikanischer Politiker                                                                                 | 77    |       |
| 15. Februar | Johann-Baptist Adt                  | deutscher Unternehmer                                                                                       | 87    |       |
| 15. Februar | Florence Barker                     | amerikanische Bühnen- und Stummfilmschauspielerin                                                           | 21    |       |
| 15. Februar | John Latta                          | US-amerikanischer Politiker                                                                                 | 76    |       |
| 15. Februar | Henry Wilbur Palmer                 | US-amerikanischer Politiker                                                                                 | 73    |       |
| 15. Februar | Filip Trybom                        | schwedischer Zoologe und Fischerei-Inspektor                                                                | 62    |       |
| 16. Februar | Gottlieb August Bauer               | deutscher Maler                                                                                             | 84    |       |
| 16. Februar | Maximilian Kirschner                | deutscher Theaterschauspieler                                                                               | 51    |       |
| 16. Februar | Franz Xaver Schädler                | deutscher Priester und Politiker (Zentrumspartei), MdR                                                      | 60    |       |
| 17. Februar | Edward Stanley Gibbons              | englischer Philatelist, der das Unternehmen Stanley Gibbons Ltd. gründete                                   | 72    |       |
| 17. Februar | Gustav List                         | Unternehmer in Moskau                                                                                       |       |       |
| 17. Februar | Edward Macnaghten, Baron Macnaghten | britischer Jurist und Politiker                                                                             | 83    |       |
| 17. Februar | Joaquin Miller                      | amerikanischer Schriftsteller                                                                               | 73    |       |
| 17. Februar | Eduard Nittner                      | österreichisch-ungarischer Offizier und Flugpionier                                                         | 28    |       |
| 17. Februar | Isaac S. Struble                    | US-amerikanischer Politiker                                                                                 | 69    |       |
| 17. Februar | Anastassija Dmitrijewna Wjalzewa    | russische Sängerin                                                                                          | 41    |       |
| 18. Februar | George Lewis Becke                  | australischer Schriftsteller mit englischen Wurzeln                                                         | 57    |       |
| 18. Februar | Tolbert Lanston                     | US-amerikanischer Erfinder                                                                                  | 69    |       |
| 18. Februar | George Washington Custis Lee        | General der Konföderierten, Präsident des Washington and Lee College                                        | 80    |       |
| 19. Februar | Carl Krohne                         | deutscher Strafreformer                                                                                     | 76    |       |
| 19. Februar | Eugen Stettler                      | Schweizer Architekt                                                                                         | 72    |       |
| 20. Februar | Heinrich Behrens                    | deutscher Numismatiker                                                                                      |       |       |
| 20. Februar | Ottomar Beta                        | deutscher Publizist, Schriftsteller und völkischer Antisemit                                                | 68    |       |
| 20. Februar | Wilhelm Haupt                       | deutscher Baptistenpastor und Evangelist                                                                    | 81    |       |
| 20. Februar | Otto Küstermann                     | deutscher evangelischer Pfarrer und Historiker                                                              | 76    |       |
| 20. Februar | Robert von Lieben                   | österreichischer Physiker                                                                                   | 34    |       |
| 20. Februar | Bruno Thiem                         | deutscher Kommunalpolitiker, Bürgermeister von Kelbra und Magdeburg-Buckau                                  | 89    |       |
| 21. Februar | John Joseph Hogan                   | irisch-amerikanischer Bischof                                                                               | 83    |       |
| 21. Februar | Thomas Benton Wheeler               | US-amerikanischer Politiker                                                                                 | 72    |       |
| 21. Februar | Ilka von Wrede                      | Philanthropin                                                                                               | 74    |       |
| 22. Februar | Rosa Barach                         | österreichische Schriftstellerin                                                                            | 72    |       |
| 22. Februar | Longyu                              | Hauptfrau von Kaiser Guangxu und somit Kaiserin von China (1889–1908)                                       | 45    |       |
| 22. Februar | Francisco Madero                    | mexikanischer Revolutionär, Staatsmann und Staatspräsident                                                  | 39    |       |
| 22. Februar | Ferdinand de Saussure               | Schweizer Sprachwissenschaftler                                                                             | 55    |       |
| 24. Februar | Wilhelm Kress                       | österreichischer Flugpionier und Konstrukteur                                                               | 76    |       |
| 24. Februar | Friedrich Offermann                 | deutscher Bildhauer                                                                                         | 53    |       |
| 24. Februar | Paul Thureau-Dangin                 | französischer Historiker                                                                                    | 75    |       |
| 25. Februar | Luis Felipe Carbo y Amador          | ecuadorianischer Diplomat und Politiker                                                                     | 55    |       |
| 25. Februar | Bruno Werntgen                      | deutscher Flugpionier und Fluglehrer                                                                        | 19    |       |
| 26. Februar | Fritz Baumgarten                    | deutscher Gymnasiallehrer, Kunsthistoriker und Klassischer Archäologe                                       | 56    |       |
| 26. Februar | Angelo De Gubernatis                | italienischer Orientalist, Dichter und Literaturhistoriker                                                  | 72    |       |
| 26. Februar | Felix Draeseke                      | deutscher Komponist                                                                                         | 77    |       |
| 26. Februar | Friedrich Winter                    | deutscher Verwaltungsbeamter und Amtmann                                                                    | 60    |       |
| 27. Februar | Oscar Oldberg                       | US-amerikanischer Pharmakologe                                                                              | 67    |       |
| 27. Februar | Kurt Schustehrus                    | deutscher Kommunalpolitiker, Mitglied des Preußischen Herrenhauses und Oberbürgermeister von Charlottenburg | 56    |       |
| 27. Februar | Robert Sputh                        | Erfinder des Bierdeckels                                                                                    | 69    |       |
| 27. Februar | William Henry White                 | britischer Ingenieur                                                                                        | 68    |       |
| 28. Februar | Leaf Daniell                        | britischer Degenfechter                                                                                     |       |       |
| 28. Februar | George Finnegan                     | US-amerikanischer Boxer                                                                                     | 31    |       |
| 28. Februar | Laurent Fischer                     | deutscher Politiker                                                                                         | 57    |       |
| 28. Februar | Josef Haberfelner                   | österreichischer Geologe                                                                                    | 82    |       |
| 28. Februar | Georg Röttinger                     | Schweizer Glasmaler                                                                                         | 50    |       |
|             | Karl Engel                          | deutscher Musiker, Privatgelehrter                                                                          |       |       |
|             | Clovis Sagot                        | französischer Kunsthändler                                                                                  |       |       |

## März
| Tag      | Name                                            | Beruf, bekannt als                                                                       | Alter | Beleg |
| -------- | ----------------------------------------------- | ---------------------------------------------------------------------------------------- | ----- | ----- |
| 1. März  | Mario Pieri                                     | italienischer Mathematiker                                                               | 52    |       |
| 3. März  | Karl Giehlow                                    | deutscher Kunsthistoriker                                                                | 49    |       |
| 3. März  | Franz Lumpp                                     | badischer Beamter                                                                        | 92    |       |
| 3. März  | Philipp Samhammer                               | deutscher Puppenfabrikant und Politiker (DFP), MdR                                       | 62    |       |
| 4. März  | Otto von Manteuffel                             | deutscher Gutsbesitzer und Politiker, MdR                                                | 68    |       |
| 4. März  | Friedrich Weigand                               | deutsch-österreichischer Holzstecher und Illustrator                                     | 70    |       |
| 5. März  | Axel von Kaphengst                              | deutscher Rittergutsbesitzer und Politiker, MdR                                          | 42    |       |
| 5. März  | Gabriele Stenzinger-Hillardt                    | österreichische Publizistin und Herausgeberin                                            | 72    |       |
| 6. März  | Paul Friedrich August Ascherson                 | deutscher Botaniker, Historiker, Ethnograph und Sprachforscher                           | 78    |       |
| 6. März  | Uri Nissan Gnessin                              | hebräischer Schriftsteller                                                               | 33    |       |
| 6. März  | Michael Puhalo von Brlog                        | kroatischer Offizier der kaiserlichen österreichischen Armee                             |       |       |
| 7. März  | Hippolyt von Bray-Steinburg                     | deutscher Diplomat                                                                       | 70    |       |
| 7. März  | Carl Diercke                                    | deutscher Pädagoge und Kartograf                                                         | 70    |       |
| 7. März  | Joseph Brown Heiskell                           | US-amerikanischer Jurist und Politiker                                                   | 89    |       |
| 7. März  | E. Pauline Johnson                              | kanadische Lyrikerin und Schriftstellerin                                                | 51    |       |
| 7. März  | Mihajlo Petrović                                | serbischer Pilot                                                                         | 28    |       |
| 7. März  | Franz Xaver Wirth                               | österreichischer Unternehmer und Politiker                                               | 68    |       |
| 8. März  | Johann Merzenich                                | deutscher Architekt und preußischer Baubeamter                                           | 72    |       |
| 8. März  | Alfred Maurice Picard                           | französischer Ingenieur und Politiker                                                    | 68    |       |
| 9. März  | Hermann zu Hohenlohe-Langenburg                 | deutscher Adliger und Politiker, MdR                                                     | 80    |       |
| 9. März  | Eberhard Nestle                                 | deutscher evangelischer Theologe und Orientalist                                         | 61    |       |
| 10. März | Max Boeckh                                      | deutscher Jurist und Politiker                                                           | 69    |       |
| 10. März | Reinhold Kiehl                                  | deutscher Architekt und Baubeamter                                                       | 38    |       |
| 10. März | Harriet Tubman                                  | Fluchthelferin der Underground Railroad                                                  |       |       |
| 11. März | Meta Cohen Gosschalk                            | niederländische Malerin, Zeichnerin und Illustratorin                                    | 35    |       |
| 11. März | Carl Jatho                                      | evangelischer Pfarrer                                                                    | 61    |       |
| 11. März | Andrei Ippolitowitsch Wilkizki                  | russischer Hydrograph und Geodät                                                         | 54    |       |
| 12. März | Ida Baumann                                     | deutsche Kindergärtnerin, Volksschullehrerin und Wiener Frauenrechtlerin                 |       |       |
| 12. März | Josef Bayer                                     | österreichischer Komponist                                                               | 61    |       |
| 12. März | Aloys Bossy                                     | Schweizer Politiker und Staatsrat                                                        | 68    |       |
| 12. März | Ludwig Delbrück                                 | deutscher Bankier                                                                        | 53    |       |
| 12. März | Heinrich Doblhoff-Dier                          | österreichischer Politiker                                                               | 75    |       |
| 12. März | Arthur Germershausen                            | preußischer Verwaltungsjurist und Landrat                                                | 64    |       |
| 12. März | Alexander Hohrath                               | deutscher Architekt                                                                      | 35    |       |
| 12. März | Félix-Jules-Xavier Jourdan de la Passardière CO | französischer Ordensgeistlicher und römisch-katholischer Weihbischof                     | 71    |       |
| 12. März | Arnold Otto Meyer                               | deutscher Kaufmann, Unternehmer und Politiker, MdHB                                      | 87    |       |
| 12. März | Pierre Pignolat                                 | Schweizer Maler                                                                          | 74    |       |
| 13. März | Thomas Peter Krag                               | norwegischer Schriftsteller                                                              | 44    |       |
| 13. März | Albert von Melchior                             | deutscher Fabrikant, württembergischer Landtagsabgeordneter                              | 68    |       |
| 13. März | Ernst Ravenstein                                | deutscher Kartograf und Demograph                                                        | 78    |       |
| 13. März | Gilbert M. Woodward                             | US-amerikanischer Politiker                                                              | 77    |       |
| 14. März | Gisbert von Bonin                               | herzoglich sachsen-coburg-gothaischer Staatsminister                                     | 71    |       |
| 15. März | Minna von Budinszky                             | österreichische Malerin und Zeichnerin                                                   | 62    |       |
| 15. März | Jechiel Michel Piness                           | Misrachist                                                                               | 88    |       |
| 15. März | Albert Schumacher                               | österreichischer Arzt und Kommunalpolitiker, Landeshauptmann von Salzburg                | 68    |       |
| 16. März | Eduard Schmitt                                  | Bauingenieur und Hochschullehrer                                                         | 70    |       |
| 16. März | Tatyos Efendi                                   | türkischer Komponist, Kanun- und Violinvirtuose                                          |       |       |
| 17. März | Emma Schenson                                   | schwedische Fotografin und Malerin                                                       | 85    |       |
| 17. März | Friedrich von Thudichum                         | Rechtsgelehrter; Rektor in Tübingen                                                      | 81    |       |
| 18. März | Louis Joseph André                              | französischer General und Kriegsminister                                                 | 74    |       |
| 18. März | Georg Böhm                                      | deutscher Paläontologe und Geologe                                                       | 58    |       |
| 18. März | Georg I.                                        | König von Griechenland (1863–1913)                                                       | 67    |       |
| 18. März | Theodor Müller-Fürer                            | deutscher Journalist                                                                     | 60    |       |
| 19. März | Hermann von Hoser                               | württembergischer Oberamtmann und Regierungspräsident                                    | 82    |       |
| 19. März | Albert E. Mead                                  | US-amerikanischer Politiker                                                              | 51    |       |
| 19. März | John Thomas                                     | walisischer Komponist und Harfenist                                                      | 87    |       |
| 20. März | William Ayerst Ingram                           | schottischer Maler des Spätimpressionismus                                               | 57    |       |
| 20. März | Erich Jacques Wolff                             | österreichischer Komponist                                                               | 38    |       |
| 20. März | John Yarker                                     | Freimaurer, Schriftsteller, Esoteriker                                                   | 79    |       |
| 21. März | Manuel Bonilla                                  | honduranischer Politiker, Präsident von Honduras (1903–1907 und 1912–1913)               | 63    |       |
| 21. März | Emil von Czarlinski                             | Rittergutsbesitzer, Reichstagsabgeordneter                                               | 79    |       |
| 21. März | Kuno von Kameke                                 | preußischer Generalmajor                                                                 | 66    |       |
| 21. März | Franz Pauly                                     | deutscher Maler                                                                          | 75    |       |
| 22. März | Frank S. Black                                  | US-amerikanischer Politiker                                                              | 60    |       |
| 22. März | Joseph Georg Egger                              | deutscher Paläontologe und Arzt                                                          | 88    |       |
| 22. März | Ruggero Oddi                                    | italienischer Anatom                                                                     | 48    |       |
| 22. März | Pietro Respighi                                 | katholischer Theologe und Kardinal                                                       | 69    |       |
| 22. März | Song Jiaoren                                    | chinesischer Politiker, Mitbegründer der Tongmenghui und erster Präsident der Guomindang | 30    |       |
| 24. März | Adolf Daimler                                   | Direktor und Mitinhaber der Daimler-Motoren-Gesellschaft                                 | 41    |       |
| 24. März | Bohumil Hanč                                    | tschechischer Skilangläufer                                                              | 26    |       |
| 24. März | Fritz Wever                                     | deutscher Architekt, Raumplaner, preußischer Baubeamter und Hochschullehrer              | 61    |       |
| 25. März | William J. Northen                              | US-amerikanischer Politiker (Demokratische Partei) und Gouverneur von Georgia            | 77    |       |
| 25. März | Charles Frederick Oldham                        | britischer Mediziner und Religionsgeschichtler                                           | 81    |       |
| 25. März | Johann Pohl                                     | österreichischer Agrarwissenschaftler                                                    | 70    |       |
| 25. März | Garnet Wolseley, 1. Viscount Wolseley           | britischer Feldmarschall                                                                 | 79    |       |
| 26. März | Martin Haagen                                   | bayerischer Politiker Liberalen Vereinigung                                              | 51    |       |
| 26. März | Joseph Liebmann                                 | deutscher Unternehmer und einer der Präsidenten der Liebmann‘s Sons Brewery in Brooklyn  | 81    |       |
| 27. März | Richard Montgomery Gano                         | General der Konföderierten im Amerikanischen Bürgerkrieg                                 | 82    |       |
| 28. März | Edward Norman Baker                             | britischer Kolonialgouverneur (Bengalen)                                                 | 56    |       |
| 28. März | Adolf Prinzhorn                                 | deutscher Chemiker und Unternehmensleiter                                                | 65    |       |
| 29. März | Theodor Magnus Fries                            | schwedischer Botaniker                                                                   | 80    |       |
| 29. März | Heinrich XIV.                                   | Fürst von Reuß jüngere Linie                                                             | 80    |       |
| 29. März | Wilhelm Schuppe                                 | deutscher Philosoph                                                                      | 76    |       |
| 30. März | Hans Arnold                                     | deutscher Bildhauer                                                                      | 52    |       |
| 30. März | Adolf von Miller                                | deutscher Jurist                                                                         | 74    |       |
| 31. März | Friedrich von Born-Fallois                      | preußischer Offizier, Gutsbesitzer und Politiker                                         | 67    |       |
| 31. März | J. P. Morgan                                    | US-amerikanischer Unternehmer und Bankier                                                | 75    |       |
| 31. März | Lulu von Sell                                   | deutsche Schriftstellerin                                                                | 66    |       |